# رعد و برق (فیلم ۲۰۱۳)
رعد و برق (به فرانسوی: Tonnerre) یک فیلم سینمایی درام فرانسوی محصول سال ۲۰۱۳ به کارگردانی گیوم براک است که داستان یک نوازنده راک را روایت می‌کند که با پدرش به عقب برگشته و عاشق دختر جوانی می‌شود. این فیلم در تاریخ ۲۹ ژانویه ۲۰۱۴ در فرانسه اکران شد.